# Nebanice
Obec Nebanice (německy Nebanitz) nacházející se v okrese Cheb, kraji Karlovarském, leží devět kilometrů severovýchodním směrem od města Cheb (něm. Eger). Obec je v současné době známa pro chov kladrubských koní. Žije zde 338 obyvatel.

## Zeměpis
Obec Nebanice leží na levém břehu řeky Ohře ve východní části Chebské pánve. V blízkosti obce se do řeky vlévají potoky Plesná (něm. Fleißenbach) a Sázek (něm. Soosbach).

## Historie
První písemná zmínka o obci, jejíž historické jádro se původně nacházelo na meandru řeky Ohře, pochází z roku 1391. Nebanice, původně náležící k říšskému lénu chebské falce, byly již před tímto datem lénem rodu Notthaftů. Později, a to až do 16. století, patřily Nebanice chebské patricijské rodině Junckerů. Vinzenz Pröckl uvádí, že již roku 1391 stál v obci kostelík a že se zde již v této době nacházelo také panské sídlo, jež bylo společně s osadou roku 1469 zničeno a vypáleno Fridrichem ze Švamberka. Předpokládaná poloha tvrze na ostrůvku mezi řekou a mlýnským náhonem však není prokázána. Rodina Junckerů, jež v Nebanicích vystavěla malé sídlo, prodala svůj zdejší majetek roku 1521 Christophu Werndlovi z Chebu. Ves až do 18. století mnohokrát změnila majitele.

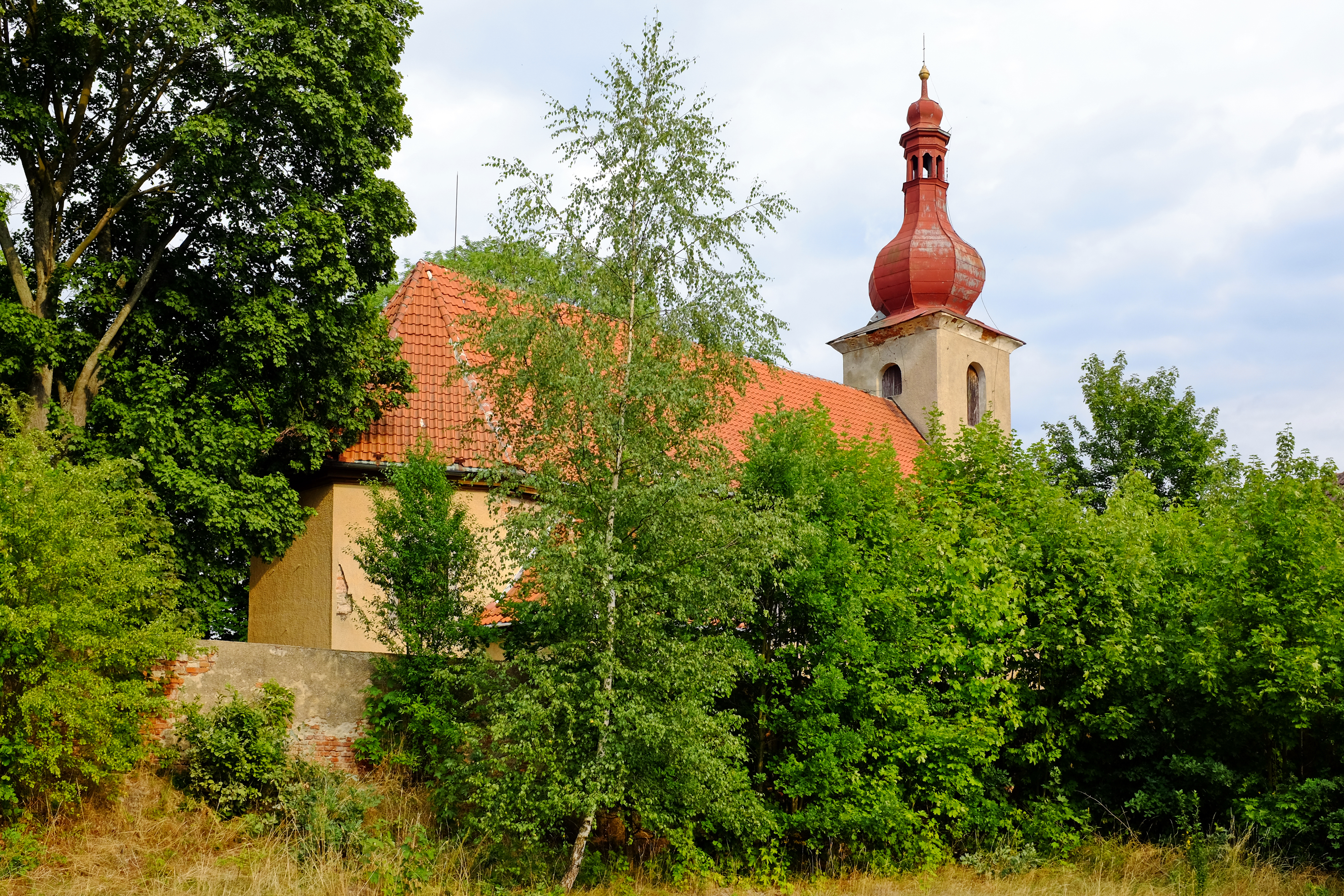
Kostel sv. Osvadla v Nebanicích

Roku 1566 přestoupili obyvatelé Nebanic k protestantství a až v průběhu třicetileté války se roku 1628 opět vrátili k víře katolické. Zdejší kostel, do té doby filiální kostel farnosti v Kopanině (něm. Frauenreuth), byl roku 1661 podřízen přímo farnímu kostelu sv. Mikuláše a sv. Alžběty v Chebu. Duchovní správu zde v této době a až do roku 1770 vykonávali chebští jezuité. Roku 1711 byla v Nebanicích založena samostatná farnost, k níž náležely vsi Loužek (něm. Au), Potočiště (něm. Dürnbach), Vokov (něm. Wogau), Třídvoří (něm. Dreihöf), Vrbová (něm. Förba), Hněvín (něm. Knöba), Hájský Mlýn (něm. Gahmühl) a Obilná (něm. Kornau). Od roku 1722 patřil k farnosti také filiální kostel v Milhostově (něm. Mühlessen). Se zřízením místní farnosti zde byl roku 1716 vystavěn nový barokní kostel sv. Osvalda a roku 1721 také dřevěná farní budova. Svatbou s Marií Justinou von Mühlbach získal v 18. století Nebanice Christoph Ernst von Bigatto, jenž v západní části svého zdejšího poplužního dvora nechal vystavět jednopatrový barokní zámek. V průběhu 19. století se tvář obce výrazně měnila. Roku 1840 byla stržena již nevyhovující fara a o rok později dostavěna nová prostorná zděná farní budova. Roku 1864 obec také dostala novou školu, jež nahradila původní školní budovu zřízenou jezuity roku 1725. Prodloužením Buštěhradské dráhy z Karlových Var (něm. Karlsbad) do Chebu získala obec železniční spojení. Dne 19. září 1870 byla v místě společně se zahájením provozu trati otevřena železniční stanice Mostov-Nebanice (něm. Mostau-Nebanitz). Když byla trať mezi Chebem a Karlovými Vary roku 1891 rozšiřována o druhou kolej, zakoupila železniční společnost od obce školní budovu stojící v těsné blízkosti nádraží a upravila ji na byty pro drážní zaměstnance. Nová školní budova byla vystavěna blíže středu obce nad železniční tratí.
Až do roku 1848 stálo v Nebanicích 25 domů, z nichž bylo 24 poddáno městu Cheb a pouze jedno stavení rytířskému řádu křižovníků s červenou hvězdou. Roku 1850, kdy byly zřizovány obecní úřady, staly se také Nebanice samostatnou obcí, k níž náležely ještě vsi Vrbová, Hněvín a Hartoušov (něm. Hartessenreuth). Tento stav trval až do konce druhé světové války. Ze sčítání obyvatel roku 1930 vyplývá, že obec (včetně přináležících vsí) tehdy čítala 435 obyvatel, z nichž se pouze 57 hlásilo k české národnosti. Tuto menšinu tvořili především státní zaměstnanci a jejich rodiny. Na základě Mnichovské dohody se obec roku 1938 ocitla uvnitř Německé říše a její zpětné připojení k Československu roku 1945 tak znamenalo vyhnání téměř veškerých obyvatel obce.
Ve 2. polovině 20. století nabyly Nebanice s novým obyvatelstvem nového rázu. Velká část původní zástavby byla zbořena či v rámci socialistického hospodaření přetvořena k nepoznání. Roku 1977 byl stržen také zchátralý barokní zámek. Roku 1976 byly k obci přičleněny vsi Dobroše (něm. Dobrassen), Hlínová (něm. Klingen), Lipoltov (něm. Lapitzfeld), Mostov (něm. Mostau), Obilná (něm. Kornau), Odrava (něm. Kulsam), Tuřany (něm. Thurn), a Trpeš (něm. Tipessenreuth). Roku 1990 došlo k opětovné reorganizaci struktury místní samosprávy a vzniku samostatných obcí Odrava a Tuřany s přičleněnými sousedními osadami.

## Obyvatelstvo
Při sčítání lidu v roce 1921 zde žilo 224 obyvatel, z nichž byli dva Čechoslováci a 222 obyvatel německé národnosti. K římskokatolické církvi se hlásilo 223 obyvatel, jeden k evangelické.
| Rok            | 1869 | 1880 | 1890 | 1900 | 1910 | 1921 | 1930 | 1950 | 1961 | 1970 | 1980 | 1991 | 2001 | 2011 |
| -------------- | ---- | ---- | ---- | ---- | ---- | ---- | ---- | ---- | ---- | ---- | ---- | ---- | ---- | ---- |
| Počet obyvatel | 177  | 195  | 227  | 183  | 214  | 224  | 271  | 121  | 124  | 139  | 213  | 280  | 269  | 313  |
| Počet domů     | 26   | 30   | 30   | 29   | 31   | 32   | 36   | 38   | 43   | 27   | 42   | 45   | 46   | 62   |

| Rok            | 1869 | 1880 | 1890 | 1900 | 1910 | 1921 | 1930 | 1950 | 1961 | 1970 | 1980 | 1991 | 2001 | 2011 |
| -------------- | ---- | ---- | ---- | ---- | ---- | ---- | ---- | ---- | ---- | ---- | ---- | ---- | ---- | ---- |
| Počet obyvatel | 390  | 401  | 412  | 355  | 377  | 374  | 435  | 208  | 207  | 210  | 263  | 318  | 311  | 347  |
| Počet domů     | 53   | 58   | 57   | 56   | 57   | 53   | 60   | 63   | 43   | 40   | 52   | 54   | 57   | 74   |

## Pamětihodnosti
- Kostel sv. Osvalda – barokní kostel vystavěný roku 1716 na místě předchozí údajně gotické stavby; v kostele se nachází cenný barokní akantový oltář od Karla Stilpa.
- Kyselka Anita (Kotigauer Sauerbrunn) – pramen, jenž byl počátkem 20. století stáčen, vyvěrá nedaleko od vsi východním směrem.
- Hartoušovské mofety – mofety na březích potoka Plesná hned pod osadou Hartoušov představují poslední zbytky zdejší původní bažinaté krajiny;
- Rozestavěná Sudetská dálnice – severně nad osadou Hartoušov protíná rozsáhlé plochy polí pískový násep nedokončené Sudetské dálnice, která měla nedaleko Vackovce (něm. Watzgenreuth) překlenout údolí potoka Plesná.

## Osobnosti
- Johann Georg Fischer (1742–1793), tesařský mistr a stavitel mnoha hrázděných domů egerlandského typu v regionu

## Části obce
- Nebanice (k. ú. Nebanice a Vrbová)
- Hartoušov (k. ú. Hartoušov a Hněvín)

Od 1. ledna 1976 do 23. listopadu 1990 k obci patřily i Dobroše, Lipoltov, Mostov, Návrší a Obilná.

## Galerie

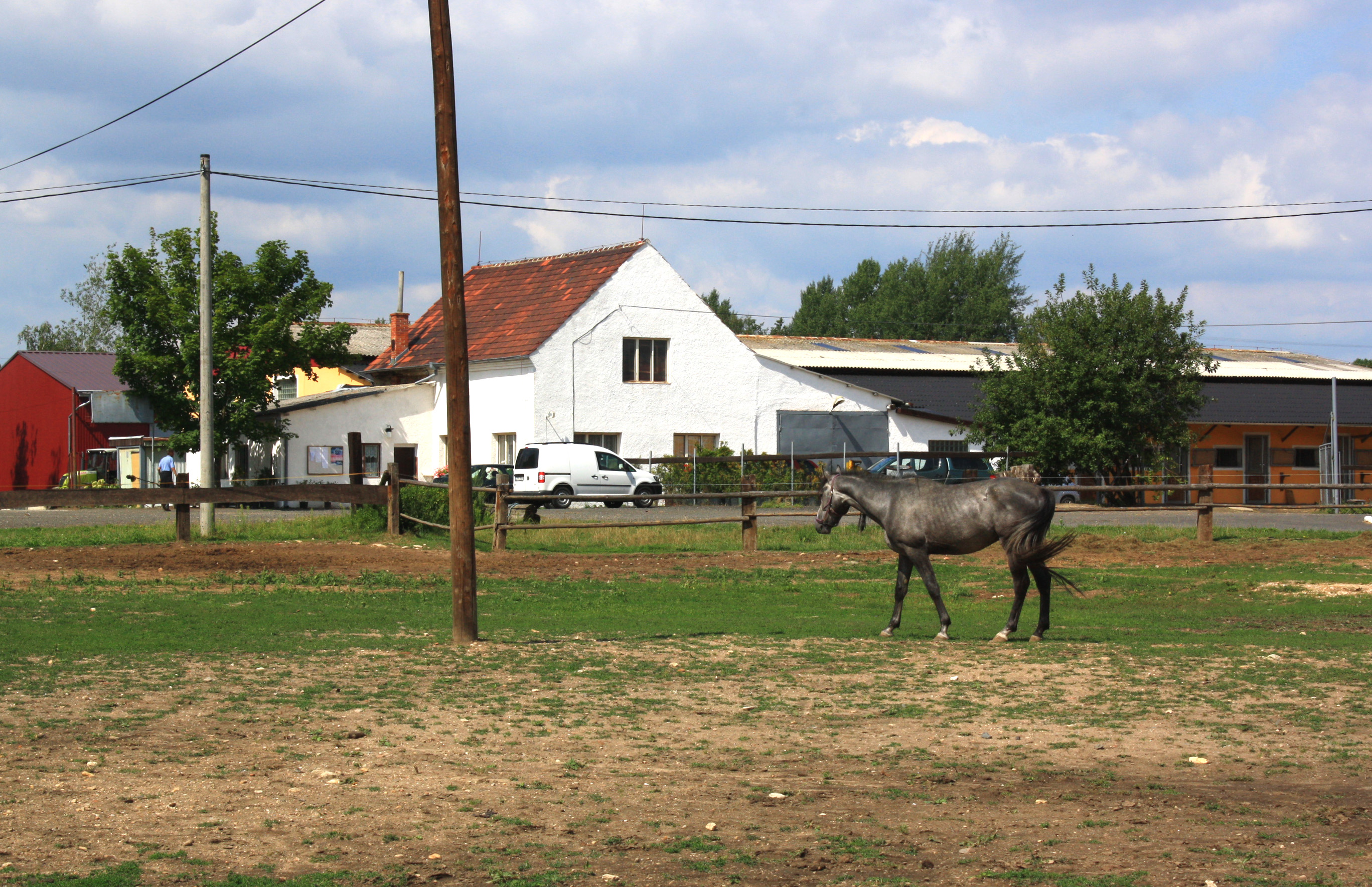
Chov starokladrubských běloušů
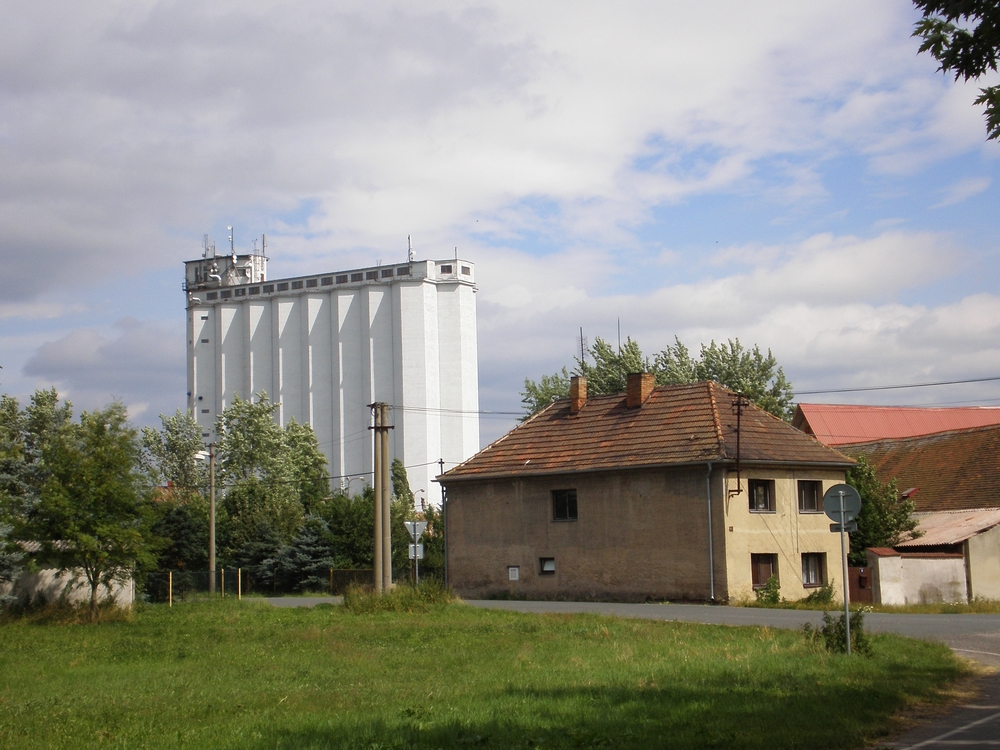
Z dálky viditelné silo
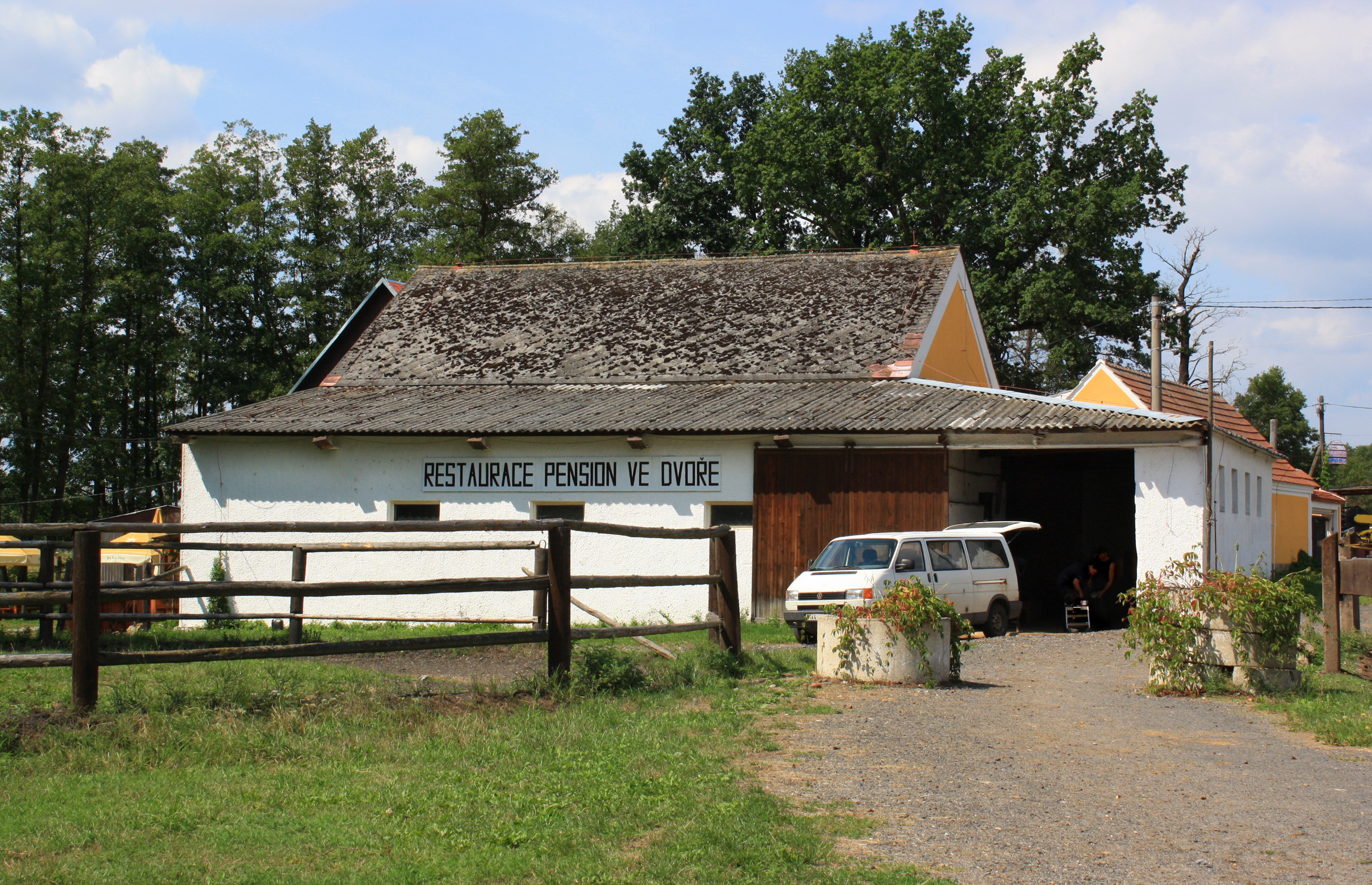
Hospoda ve stájích
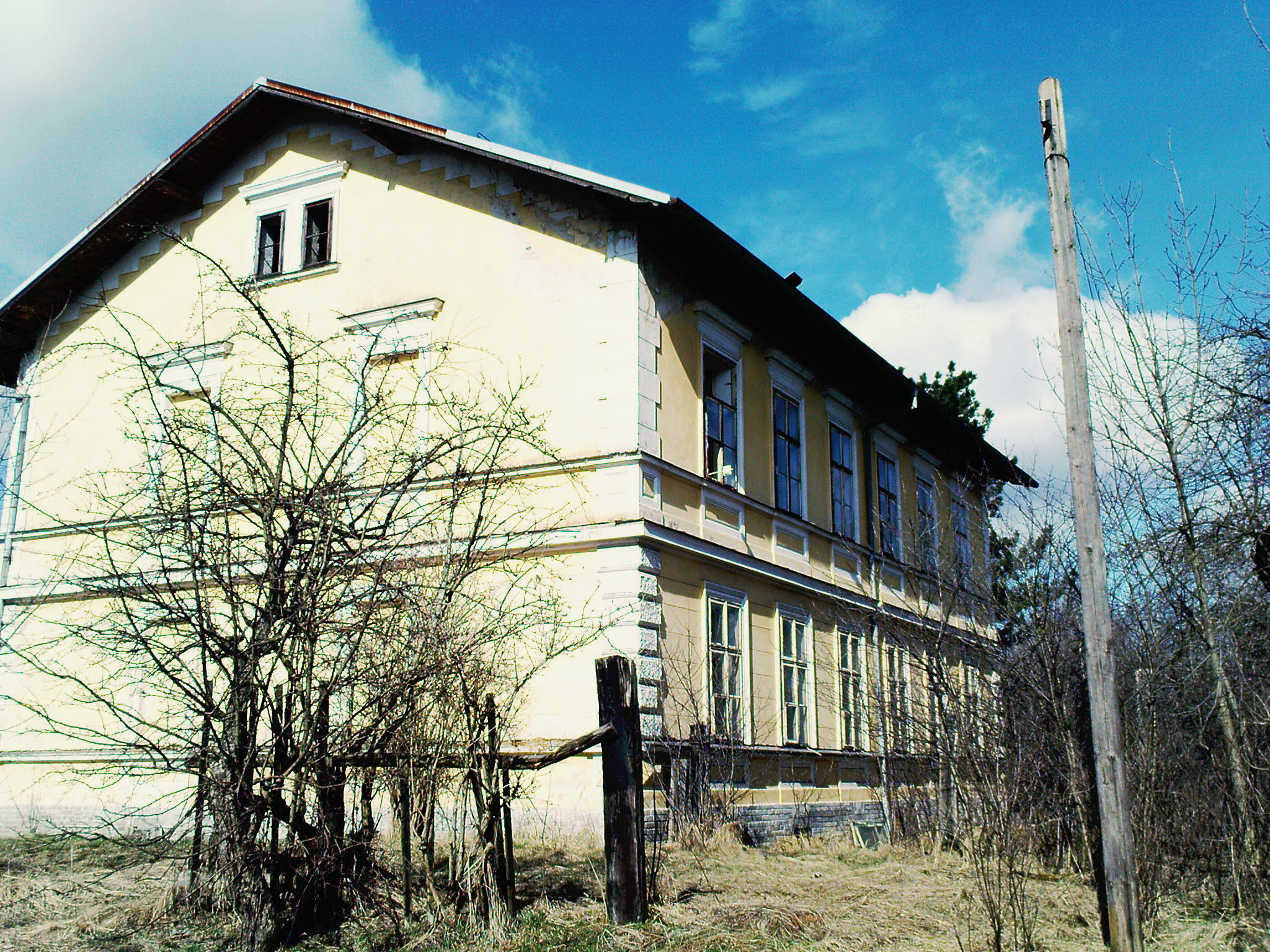
Školní budova z roku 1864